# Francisco Fonseca
José Francisco Fonseca Guzmán, född 2 oktober 1979 i León de los Aldama, Mexiko, är en mexikansk fotbollsspelare.

## Meriter
- VM i fotboll 2006